# Scottish National Portrait Gallery
La Scottish National Portrait Gallery, fondée par le magnat de la presse John Ritchie Findlay en 1889, est un musée d'art sur Queen Street à Édimbourg en Écosse. Elle est chargée de la conservation de la collection des portraits nationaux, qui représentent tous des Écossais, mais n'ont pas tous été réalisés par des autochtones. Elle abrite également la Scottish National Photography Collection.
Le bâtiment, construit entre 1885 et 1890,  a été dessiné par Robert Rowand Anderson, s'inspirant du palais des Doges de Venise.

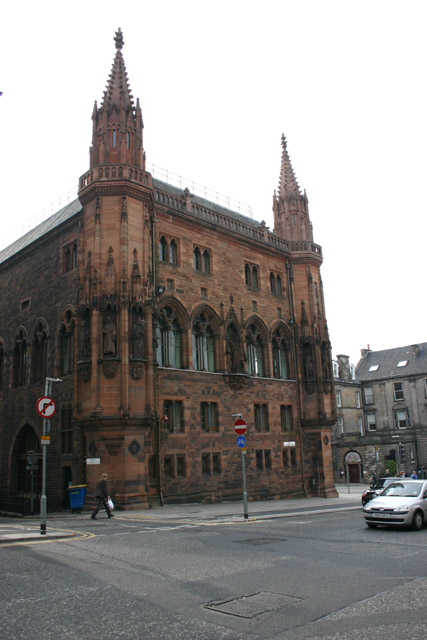
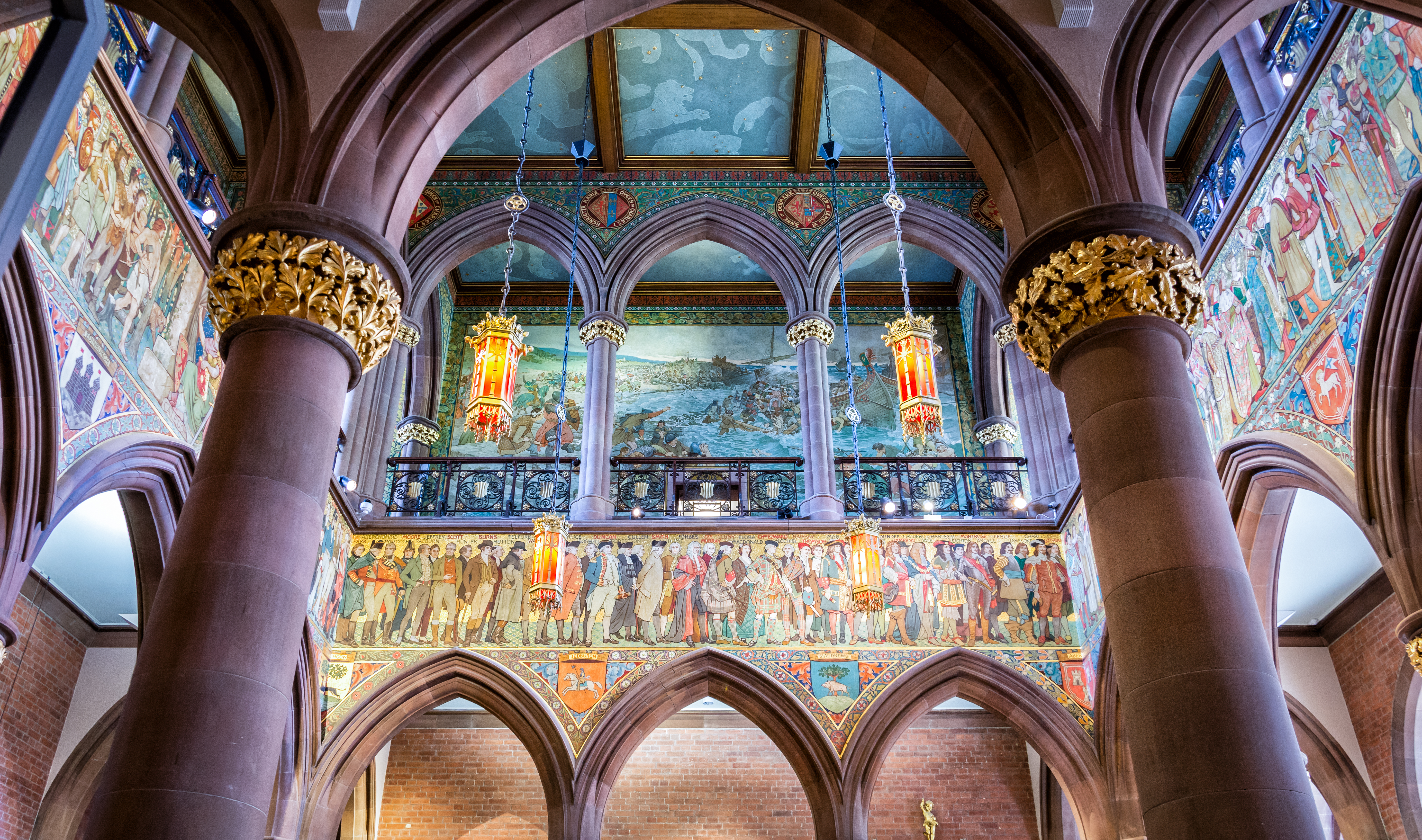
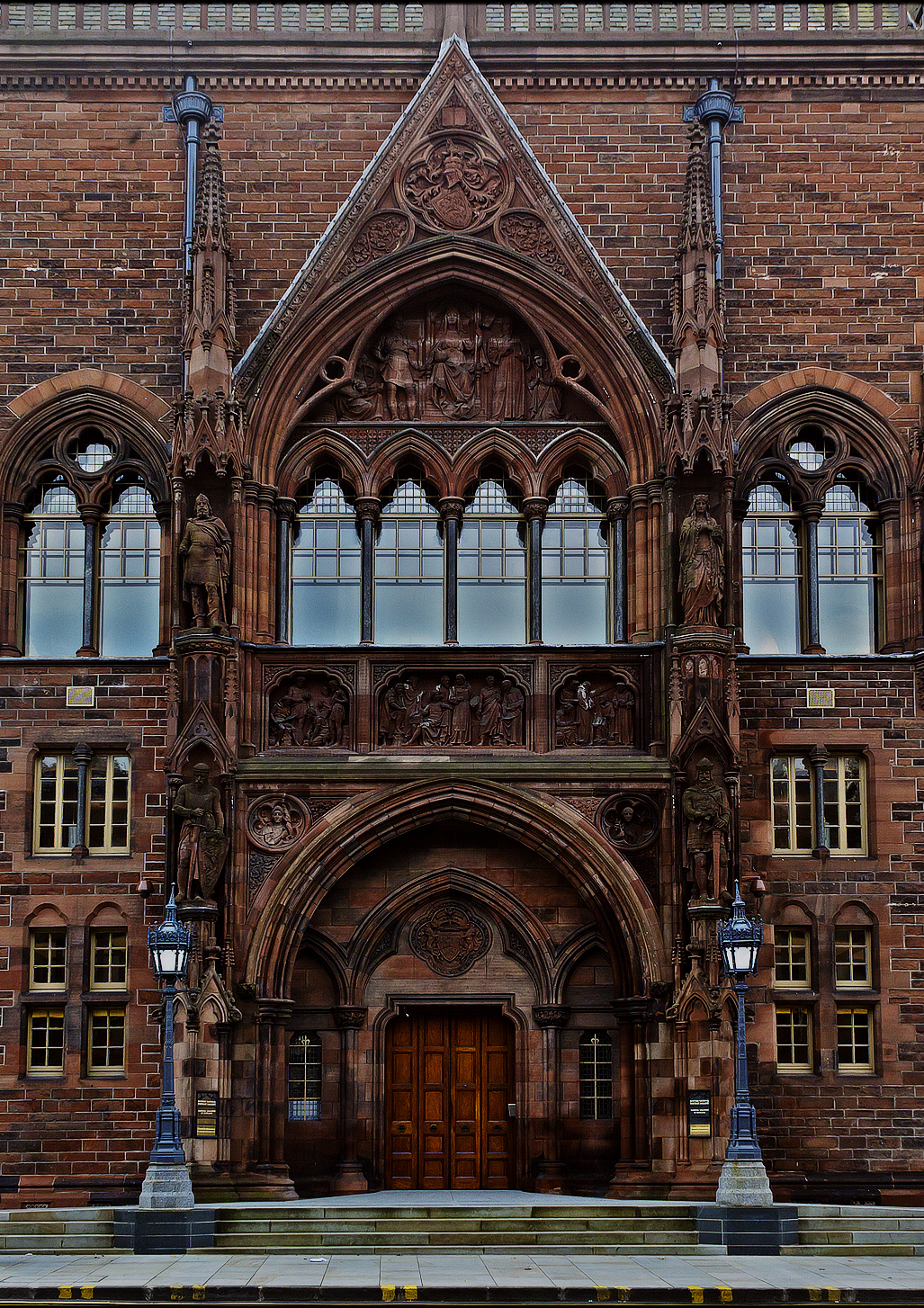

## Collection
Le musée conserve quelque 3 000 peintures et sculptures, 25 000 gravures et dessins et 38 000 photographies. La collection commence essentiellement à la Renaissance, initialement avec des œuvres d'artistes étrangers de la royauté et de la noblesse écossaises, principalement des portraits d'ecclésiastiques et d'écrivains ; les peintures les plus remarquables ont été pour la plupart réalisées sur le continent (souvent pendant des périodes d'exil de la turbulente scène politique écossaise). Comme en Angleterre, la Réforme écossaise a pratiquement éteint l'art religieux et, jusqu'au XIXe siècle, le portrait a dominé la peinture écossaise, les mécènes s'étendant progressivement vers le bas de l'échelle sociale. Au XVIe siècle, la plupart des portraits peints sont ceux de la royauté ou de la noblesse la plus importante ; l'œuvre la plus ancienne de la collection est un portrait de Jacques IV d'Écosse de 1507.
La collection comprend deux portraits de Marie Stuart, bien qu'aucun ne date de son vivant ; l'un a été peint une vingtaine d’années après sa mort en 1587, et l’autre encore plus tard ; il existe également un certain nombre de peintures du XIXe siècle montrant des scènes de sa vie. Le cercle de Mary est en fait mieux représenté par des portraits pris sur le vif, ses trois maris ayant tous des portraits, dont Darnley, par Hans Eworth et un peintre inconnu, et des miniatures de 1566 de Bothwell et de sa première épouse. Il y a un portrait de l'ennemi juré de Mary, le régent Morton, par Arnold Bronckhorst (en) qui fut, à partir de 1581, le premier artiste à détenir le titre de « peintre du roi » en Écosse, bien qu'il n'y ait passé qu'environ trois ans. La galerie possède plusieurs œuvres de Bronckhorst et de son successeur, Adrian Vanson ; tous deux étaient des peintres qualifiés dans la tradition néerlandaise.
La collection comprend des portraits de Jacques VI et Ier par Bronckhorst et Vanson, mais les autres ont été réalisés après qu'il eut accédé au trône d'Angleterre et déménagé à Londres, où les nombreux portraits d'autres monarques Stuart ont également été peints. Premier portraitiste écossais d'origine importante, George Jamesone (1589/90-1644) n'a eu qu'une fois l'occasion de peindre son monarque, lors de la visite de Charles Ier à Édimbourg en 1633. La collection comprend deux autoportraits de Jamesone et des portraits de l'aristocratie écossaise, ainsi que quelques portraits imaginaires de héros du passé écossais. Il y a trois portraits du talentueux élève de Jamesone, John Michael Wright, et dix portraits aristocratiques de Sir John Baptist Medina, le dernier « peintre du roi » avant les Actes d'Union de 1707.

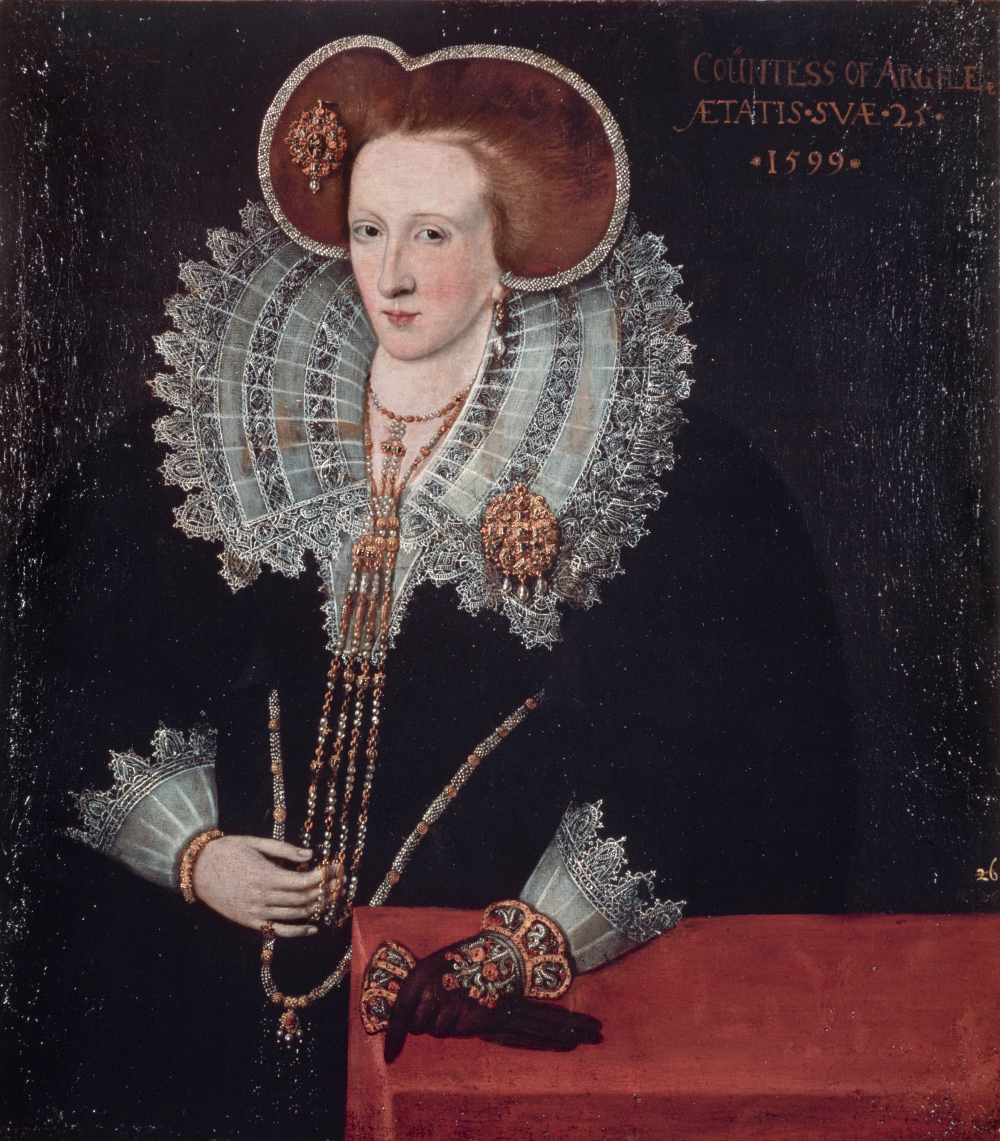
Adrian Vanson, Agnes Douglas, comtesse d'Argyll, 1599.
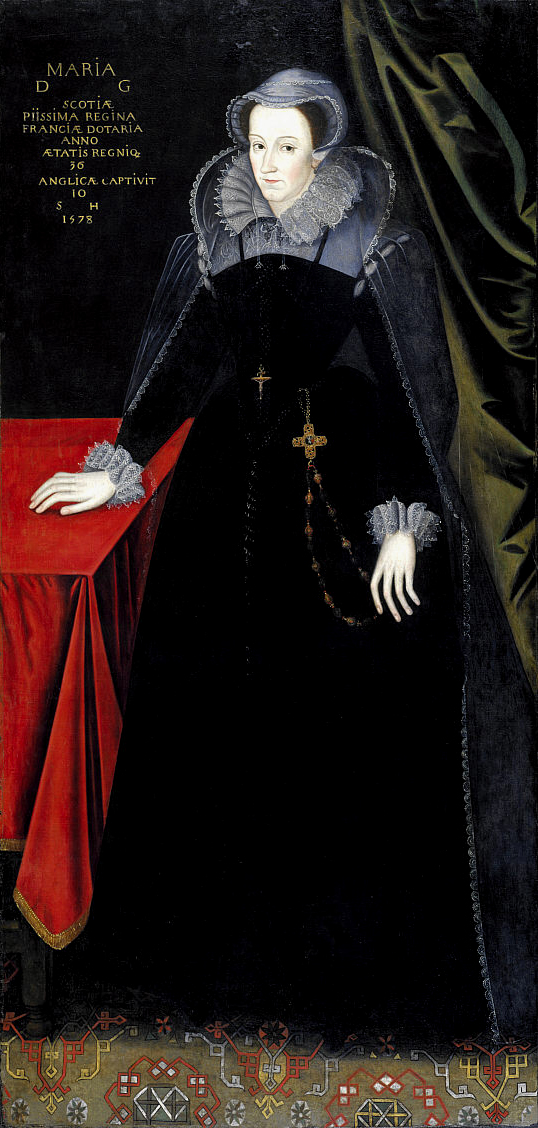
Mary, reine d'Écosse, portrait posthume, vers 1610.
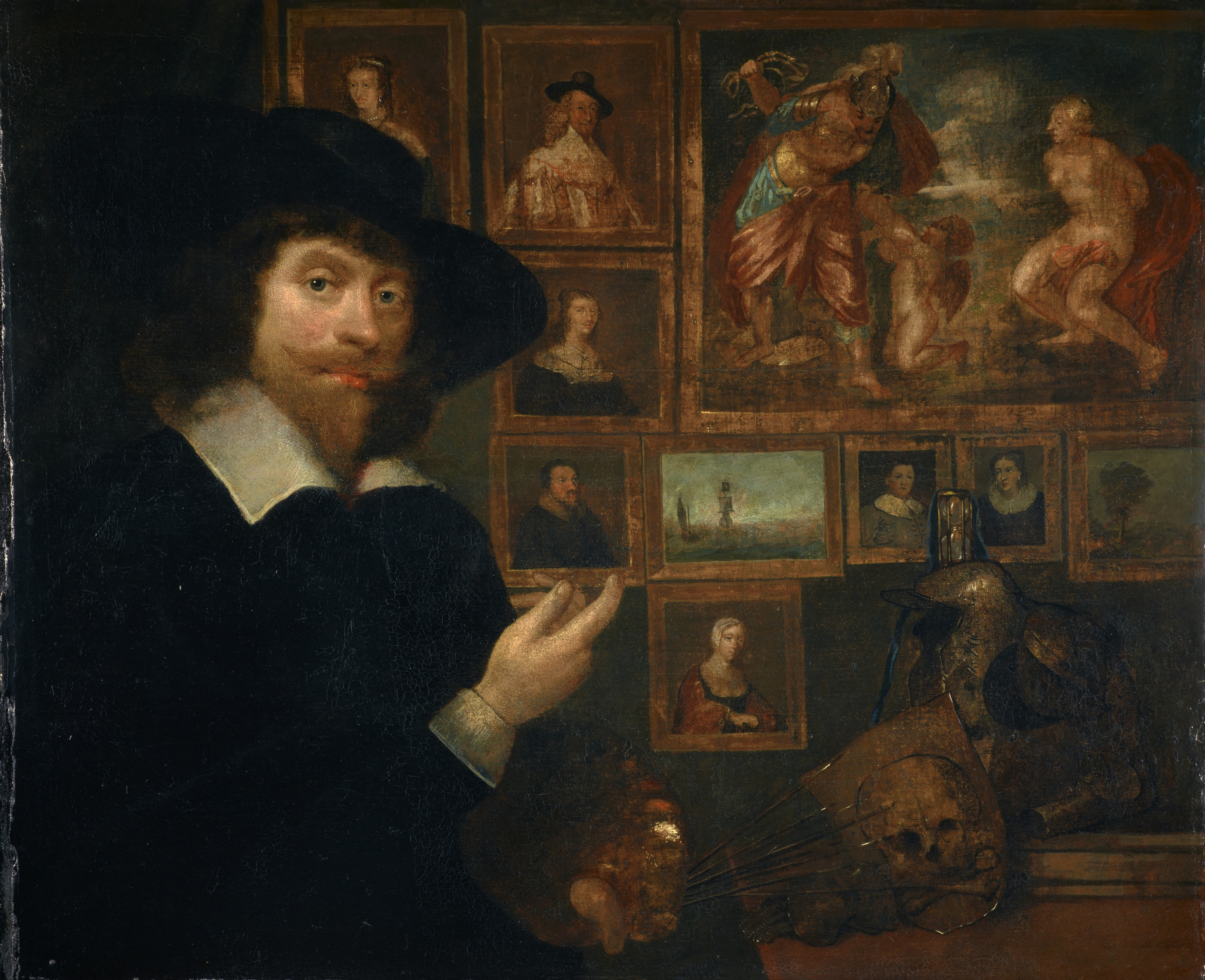
George Jamesone, self-autoportrait, vers 1642.
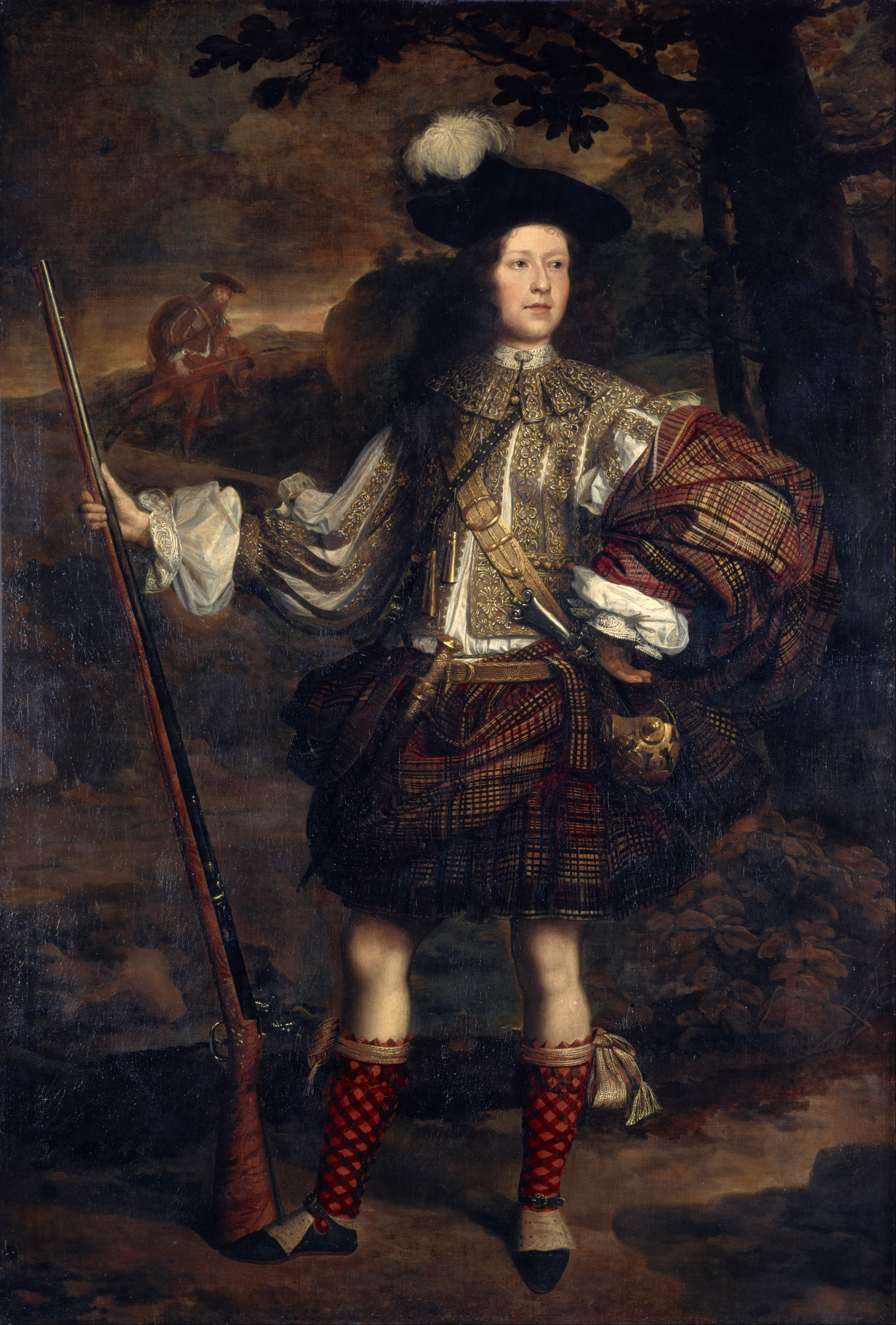
John Michael Wright, Lord Mungo Murray en plaid, 1683.
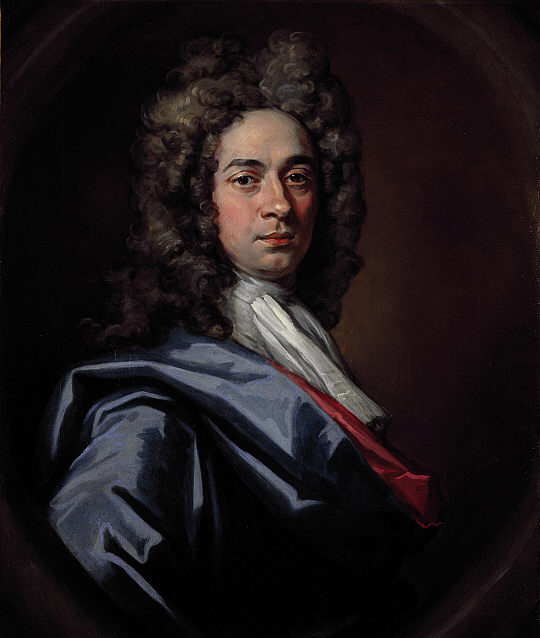
John Baptist Medina, autoportrait, 1698.

L'exposition « Blazing with Crimson: Tartan Portraits », (jusqu'en décembre 2013) se concentrait sur les portraits en tartan, qui ont commencé à être peints à la fin du XVIIe siècle, à cette époque apparemment sans connotation politique. Le musée possède l'un des premiers exemples, un portrait en pied de 1683 réalisé par John Michael Wright de Lord Mungo Murray, fils de John Murray, premier marquis d'Atholl, portant un plaid ceinturé pour la chasse. Le port du tartan fut interdit après la rébellion jacobite de 1745, mais réapparaît dans les grands portraits après quelques décennies, avant de devenir de plus en plus populaire avec du romantisme et les œuvres de Sir Walter Scott. Flora MacDonald, peinte par Richard Wilson à Londres après son arrestation pour avoir aidé Bonnie Prince Charlie à s'échapper après la rébellion jacobite de 1745, porte également le tartan.
La peinture de portraits écossaise a prospéré au XVIIIe siècle : Allan Ramsay et Sir Henry Raeburn sont bien représentés avec 13 et 15 œuvres respectivement, le premier avec de nombreuses peintures de personnages des Lumières écossaises, ainsi que le portrait perdu récemment acquis de Charles Edward Stuart, la carrière de ce dernier s'étendant jusqu'au XIXe siècle avec des portraits de Walter Scott et autres. Le musée possède le portrait emblématique de Robert Burns par Alexander Nasmyth.
Le plus grand nombre d'œuvres d'un seul artiste est les 58 œuvres du sculpteur et tailleur de pierres précieuses James Tassie (1735-1799), qui a développé un format distinctif de grands portraits en relief en forme de médaillons en pâte de verre cuite (ou émail vitreux) , initialement modelés en cire. Parmi ses sujets figurent Adam Smith, James Beattie et Robert Adam.

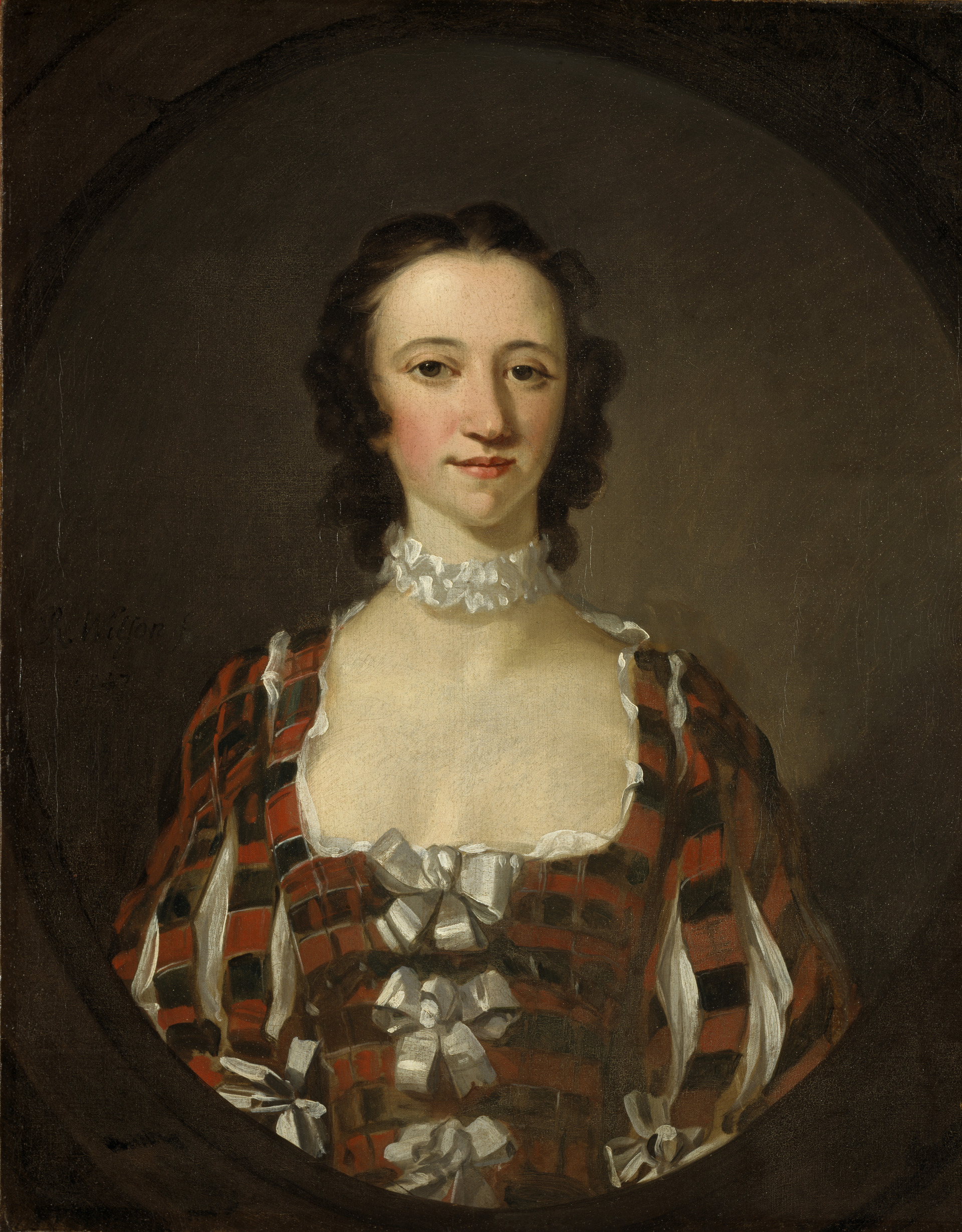
Richard Wilson, Flora MacDonald, 1747.
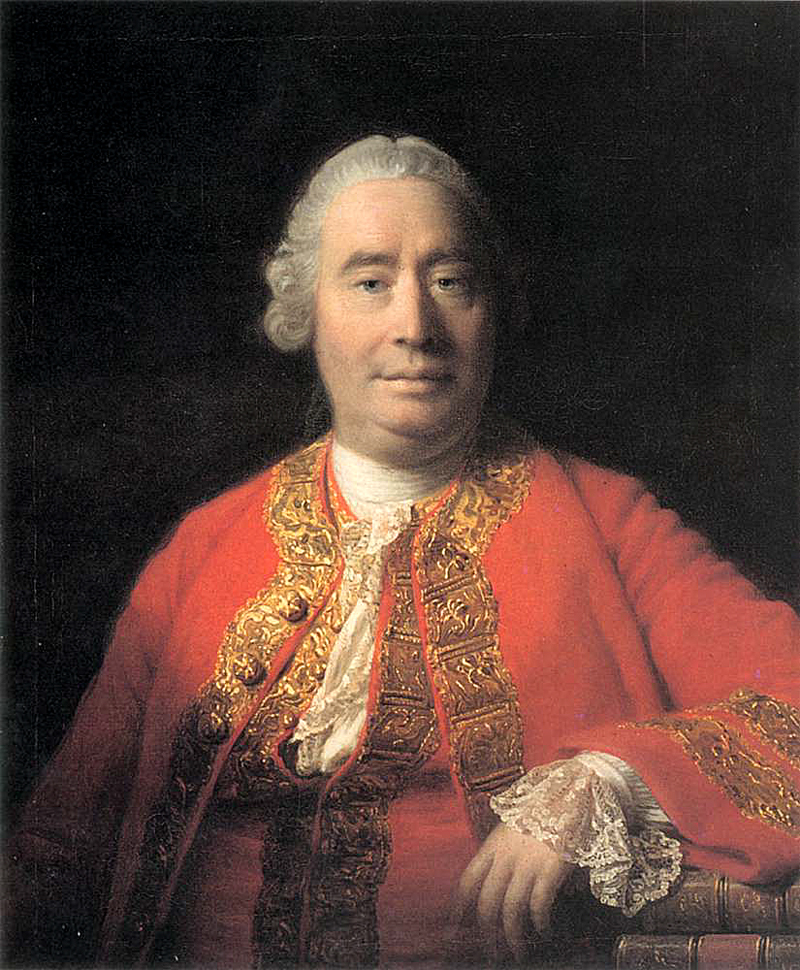
Allan Ramsay, David Hume, 1766.
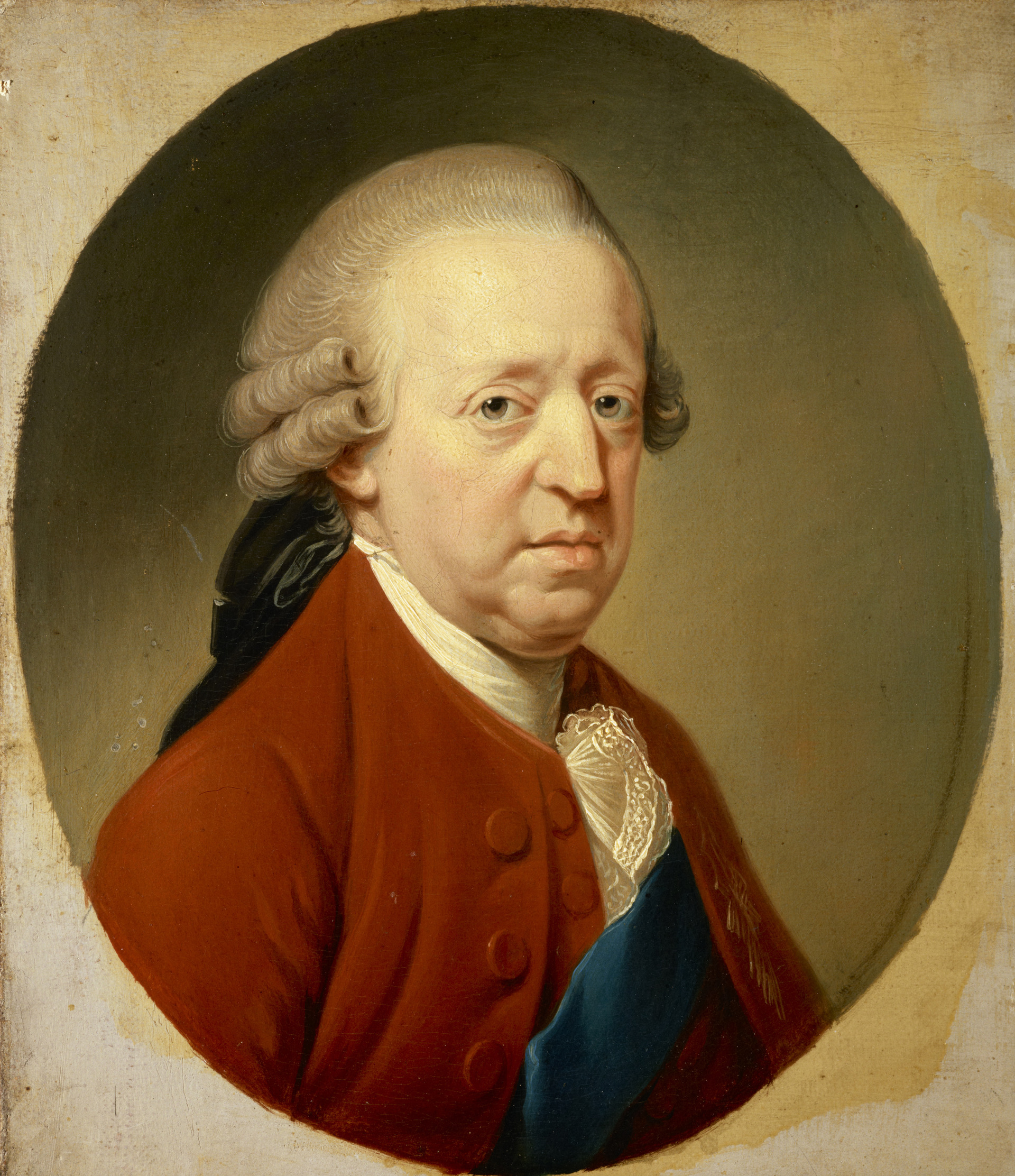
Hugh Douglas Hamilton, Bonnie Prince Charlie, 1775.
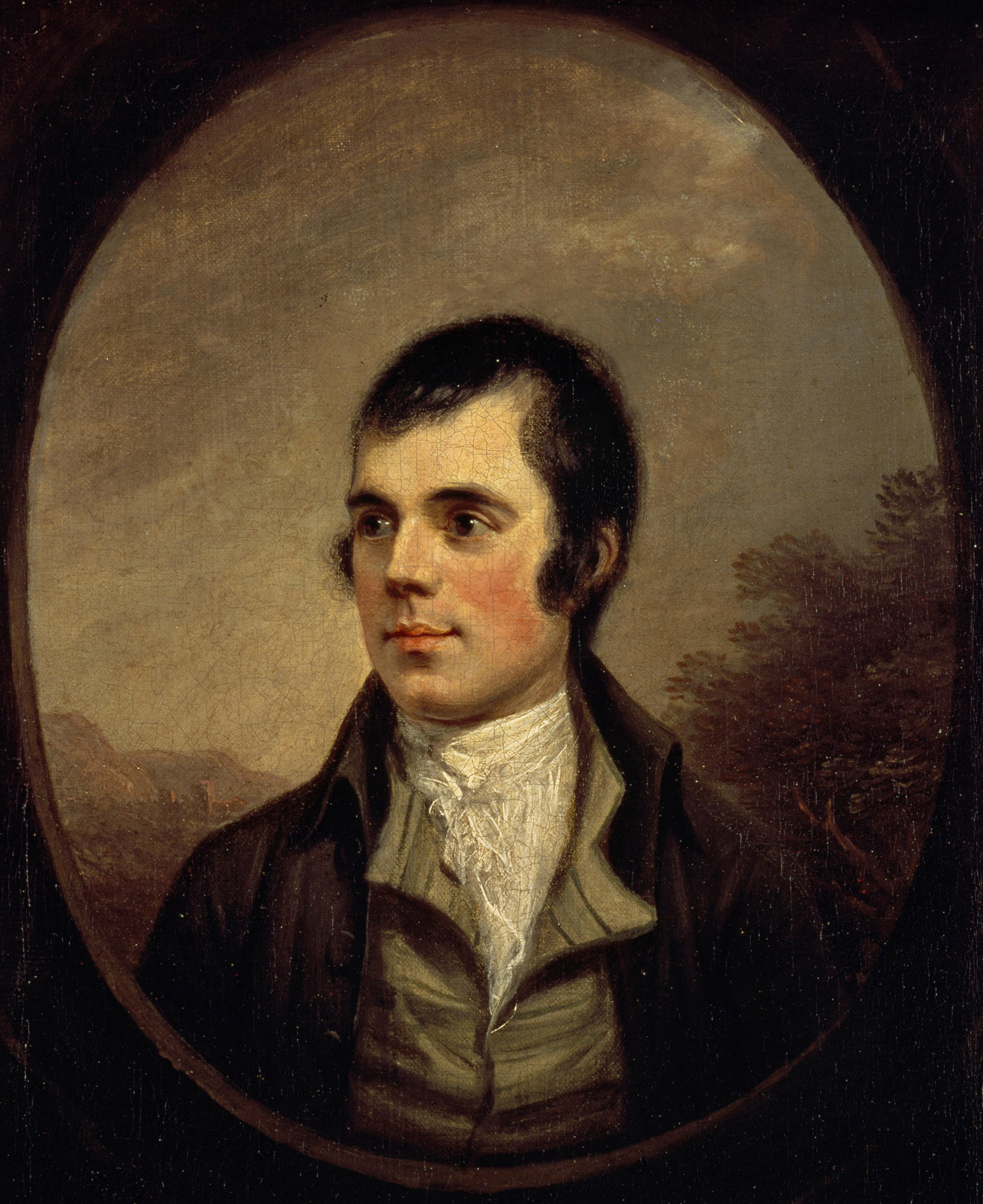
Alexander Nasmyth, Robert Burns, 1787.
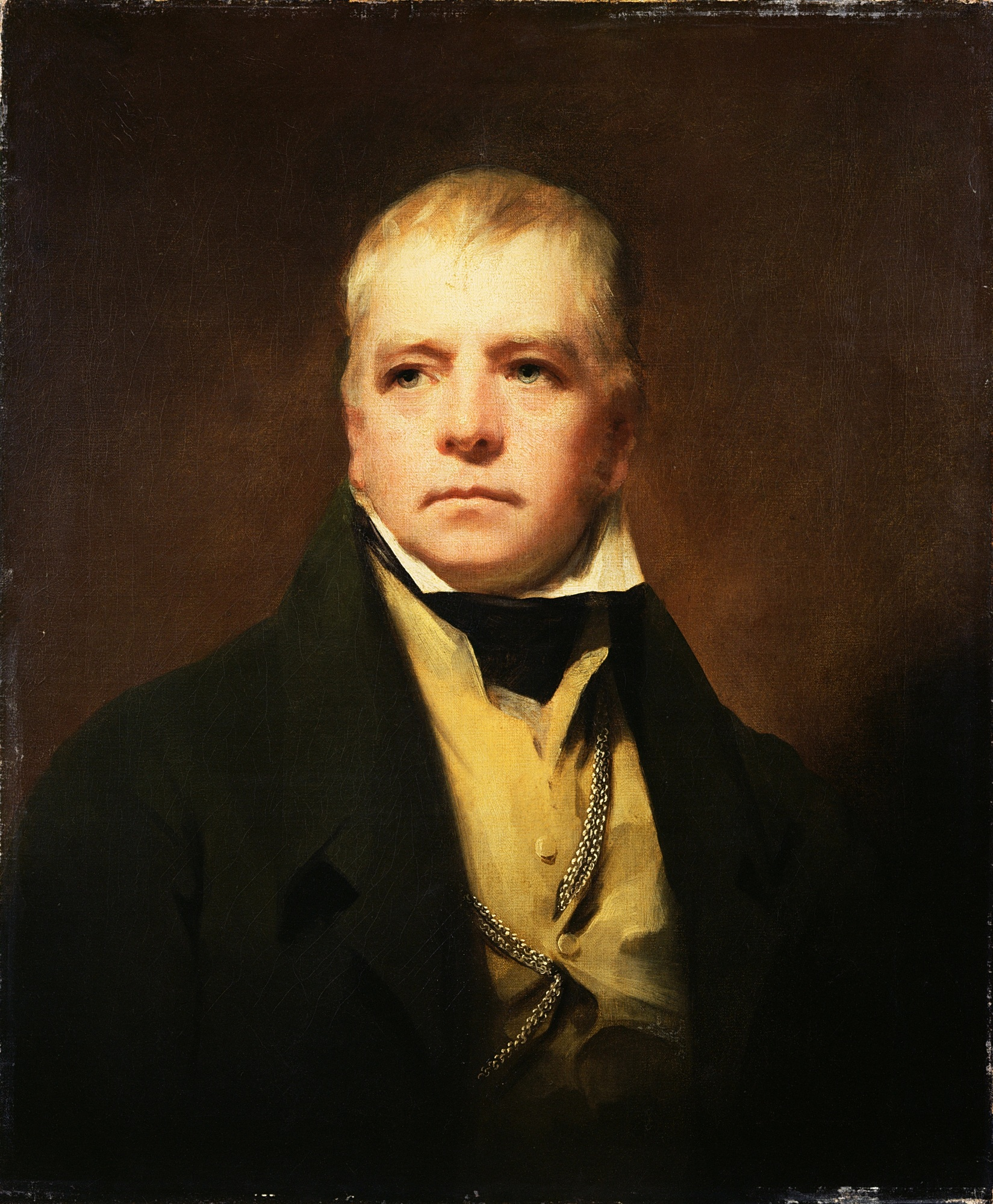
Henry Raeburn, Sir Walter Scott, 1822.

La fin du XIXe siècle en Écosse ne comptait pas de figures dominantes, mais a laissé apparaître de nombreux artistes de talent, en même temps que le début de la photographie. Le musée consacre une galerie aux photographies de la vie à Glasgow prises par Thomas Annan, en particulier aux images de bidonvilles prises entre 1868 et 1871, et de gens ordinaires d'Écosse. La collection continue de s'élargir aujourd'hui, avec des peintres écossais tels que John Bellany et John Byrne.
Les autres œuvres de la collection comprennent :
- James Hamilton, 1er duc de Hamilton , par Daniel Mytens ;
- Douglas Douglas-Hamilton, 14e duc de Hamilton , par Oskar Kokoschka ;
- Winnie Ewing par Norman Edgar ;
- Alex Ferguson par David Mach ;
- Ian Wilmut par Wendy McMurdo ;
- Robin Jenkins par Jennifer McRae.